# Sydowia polyspora
Sydowia polyspora (Bref. & Tavel) E. Müll. – gatunek grzybów z klasy Dothideomycetes.

## Systematyka i nazewnictwo
Pozycja w klasyfikacji według Index Fungorum: Sydowia, Dothioraceae, Dothideales, Dothideomycetidae, Dothideomycetes, Pezizomycotina, Ascomycota, Fungi.
Po raz pierwszy opisali go w 1891 r. Julius Oscar Brefeld i Franz von Tavel nadając mu nazwę Dothidea polyspora. Przez długi czas gatunek ten znany był tylko w formie anamorfy jako Sclerophoma pithyophila. W 1953 r. Emil von Müller zbadał, że jego teleomorfą jest Sydowia polyspora i dotychczasowa anamorfa została uznana za jej synonim. Wszystkich synonimów tego gatunku jest 24.

## Charakterystyka
Grzyb pasożytniczy wywołujący wiele grzybowych chorób roślin, m.in. jesienną osutkę sosny i zamieranie wierzchołków jałowca. Gatunek szeroko rozprzestrzeniony. Występuje na niektórych wyspach i na wszystkich kontynentach poza Antarktydą. Znany jest także w Polsce.
Jest endofitem. Anamorfa w igłach sosny tworzy podkładki. Pod skórką sosny powstają w nich oddzielnie lub gromadnie, jednokomorowe lub niedokładnie podzielone pyknidia o średnicy 0,2–0,3 mm. Mają ścianki grubości kilku komórek, zbudowane z ciemnobrązowego pseudomiąższu sklerotioidalnego, którego wewnętrzne komórki są subhyalinowe i działają jak fialidy. Brak wyraźnej ostioli, konidia wydostają się przez nieregularne pęknięcia górnej ściany pyknidium. Konidiofory z końcową fialidową aperturą, 4–7 × 4–5 µm, hialinowe lub subhyalinowe, bez przegród, doliformalne. Konidia szkliste, bez przegród, jajowate, 4-8 × 2-3 µm, zlepione śluzem.